# Hong Ah-reum
Hong Ah-reum (홍아름?, Hong A-reumLR, Hong A-rŭmMR; Seul, 28 marzo 1989) è un'attrice sudcoreana.

## Filmografia

### Cinema
- Gabyeo-un jam (가벼운 잠?), regia di Im Sung-chan (2008)
- Makgeolseu (막걸스?), regia di Kim Ki-yung (2015)
- Marionette (마리오네트?, Mari-onaeteuLR) (2015)
- Appaga dor-a-watda (아빠가 돌아왔다?), regia di Yoon Yeo-chang (2016)
- One Step (원스텝?, Won seutepLR), regia di Juhn Jai-hong (2017)

### Televisione
- In-soon-ineun yeppeuda (인순이는 예쁘다?, In-sun-ineun yeppeudaLR) – serial TV (2007)
- Naesarang geumji-og-yeop (내사랑 금지옥엽?) – serial TV (2008-2009)
- Dream (드림?, DeurimLR) – serial TV (2009)
- Da julgeoya (다 줄거야?) – serial TV (2009-2010)
- Rock rock rock (락락락?, Rak rak rakLR) – miniserie TV (2010)
- Musin (무신?) – serial TV (2012)
- TV soseol Sam-saeng-i (TV소설 삼생이?) – serial TV (2013)
- Natseon saram (낯선 사람?) – miniserie TV (2013)
- Bulkkot sog-euro (불꽃 속으로?) – serial TV (2014)
- Cheongug-ui nunmul (천국의 눈물?) – serial TV (2014-2015)
- Jeonseor-ui manyeo (전설의 마녀?) – serial TV (2014-2015)
- Ulji anneun sae (울지 않는 새?) – serial TV (2015)
- Daebak (대박?) – serial TV (2016)
- Uri jib-e nolleo-ogae (우리집에 놀러오개?) – webserie (2016)

## Riconoscimenti
| Anno | Premio               | Categoria                                              | Opera nominata           | Risultato   |
| ---- | -------------------- | ------------------------------------------------------ | ------------------------ | ----------- |
| 2007 | KBS Drama Awards     | Miglior giovane attrice                                | In-soon-ineun yeppeuda   | Candidato/a |
| 2008 | KBS Drama Awards     | Miglior nuova attrice                                  | Naesarang geumji-og-yeop | Candidato/a |
| 2009 | Baeksang Arts Awards | Miglior nuova attrice (TV)                             | Naesarang geumji-og-yeop | Candidato/a |
| 2012 | MBC Drama Awards     | Premio all'eccellenza, attrice in un drama seriale     | Musin                    | Candidato/a |
| 2013 | KBS Drama Awards     | Premio all'eccellenza, attrice in un drama giornaliero | TV soseol Sam-saeng-i    | Candidato/a |
| 2015 | Grand Bell Awards    | Miglior nuova attrice                                  | Makgeolseu               | Candidato/a |